# Erwin Wendt

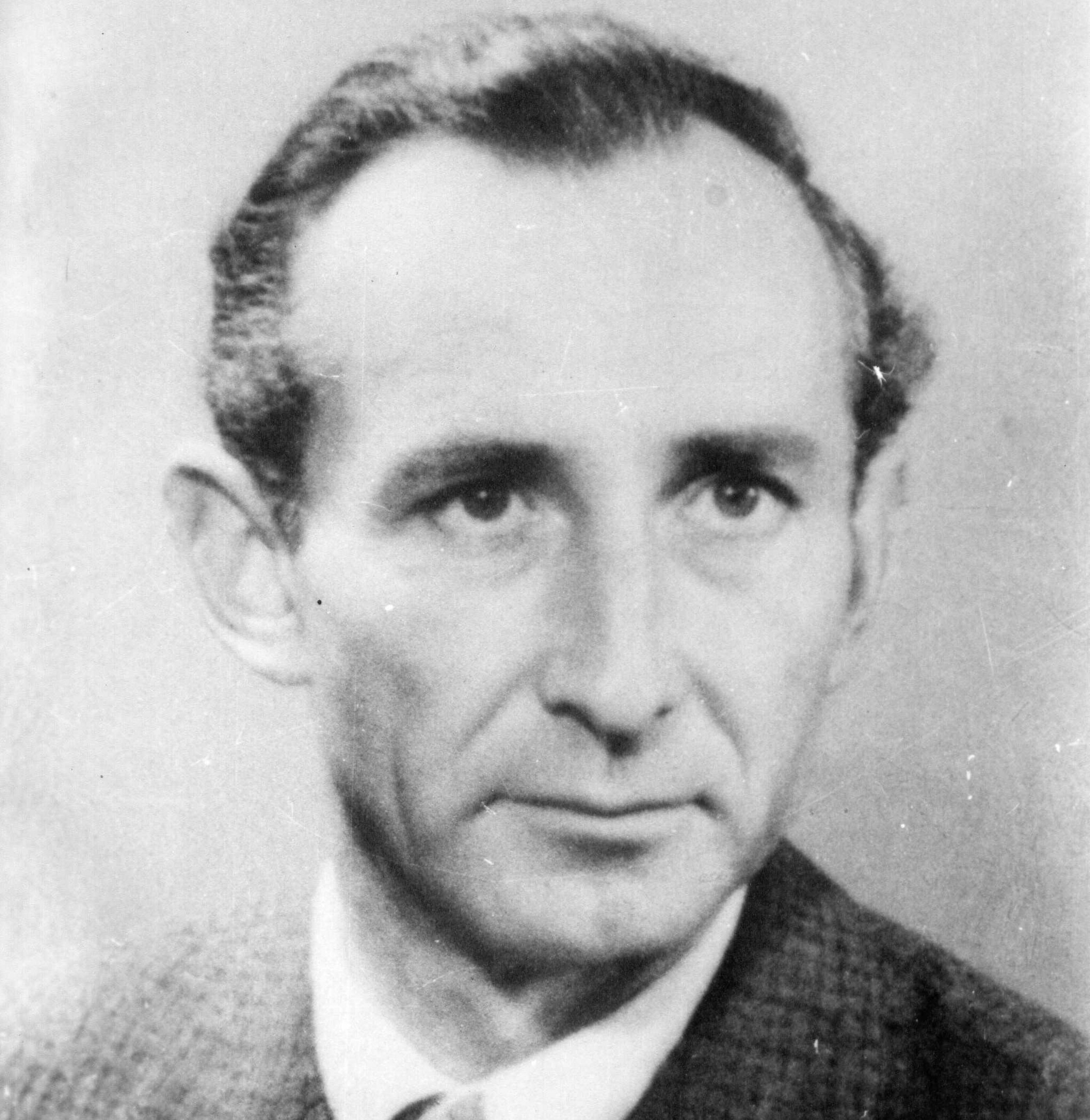
Erwin Wendt um 1949

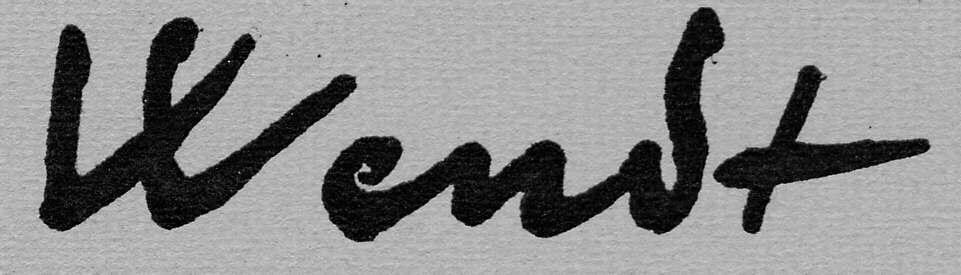
Bildsignatur von Erwin Wendt

Robert Erwin Johannes Wendt (* 3. April 1900 in Liebenwerda; † 15. Februar 1951 in Bielefeld) war ein deutscher Maler.

## Leben und Werk
Erwin Wendt wuchs als Sohn des Tischlermeisters Robert Wendt und seiner Frau Emma Haupt in Liebenwerda auf. Im Herbst 1917 begann er ein Studium bei Professor Paul Rößler an der Staatlichen Akademie für Kunstgewerbe in Dresden, diente dann aber im Ersten Weltkrieg als Soldat. Nach Ende des Krieges setzte er im Januar 1919 sein Studium bei Rößler fort und beendete es im Juli 1926 mit dem Abschluss Meisterschüler. 1927 zog Erwin Wendt von Dresden nach Düsseldorf, wo er einen wesentlichen Teil seiner Werke schuf. Zunächst arbeitete er als Entwerfer im Atelier Sichtermann & Edelmann. 1928/29 wurde er Schüler von Professor Heinrich Campendonk an der Staatlichen Kunstakademie in Düsseldorf und absolvierte eine Studienreise nach Holland. Ab 1929 war er freischaffend und wurde Mitglied der Künstlervereinigungen Das Junge Rheinland, der auch Otto Dix angehörte, sowie der Rheinische Secession. Im Jahre 1935 heiratete Erwin Wendt seine langjährige Freundin Katharina Henriette (Käthe) Termeer (* 1909; † 1986). Im folgenden Jahr übersiedelte das Paar nach Bielefeld, weil Erwin Wendt dort seinen Lebensunterhalt mit Aufträgen für Wandmalerei bestreiten konnte. Die Ehe blieb kinderlos. Im Zweiten Weltkrieg diente Erwin Wendt von 1940 bis zum Kriegsende 1945 als Soldat.
Die meisten (und bedeutendsten) seiner Werke wurden von seiner Witwe kurz vor ihrem Tod dem Kunstmuseum Düsseldorf (heute Museum Kunstpalast) und dem Stadtmuseum Düsseldorf vermacht, einige auch der Kunsthalle Bielefeld. Teile des Nachlasses besitzt das Rheinische Archiv für Künstlernachlässe in Bonn.

## Werke in Beispielen

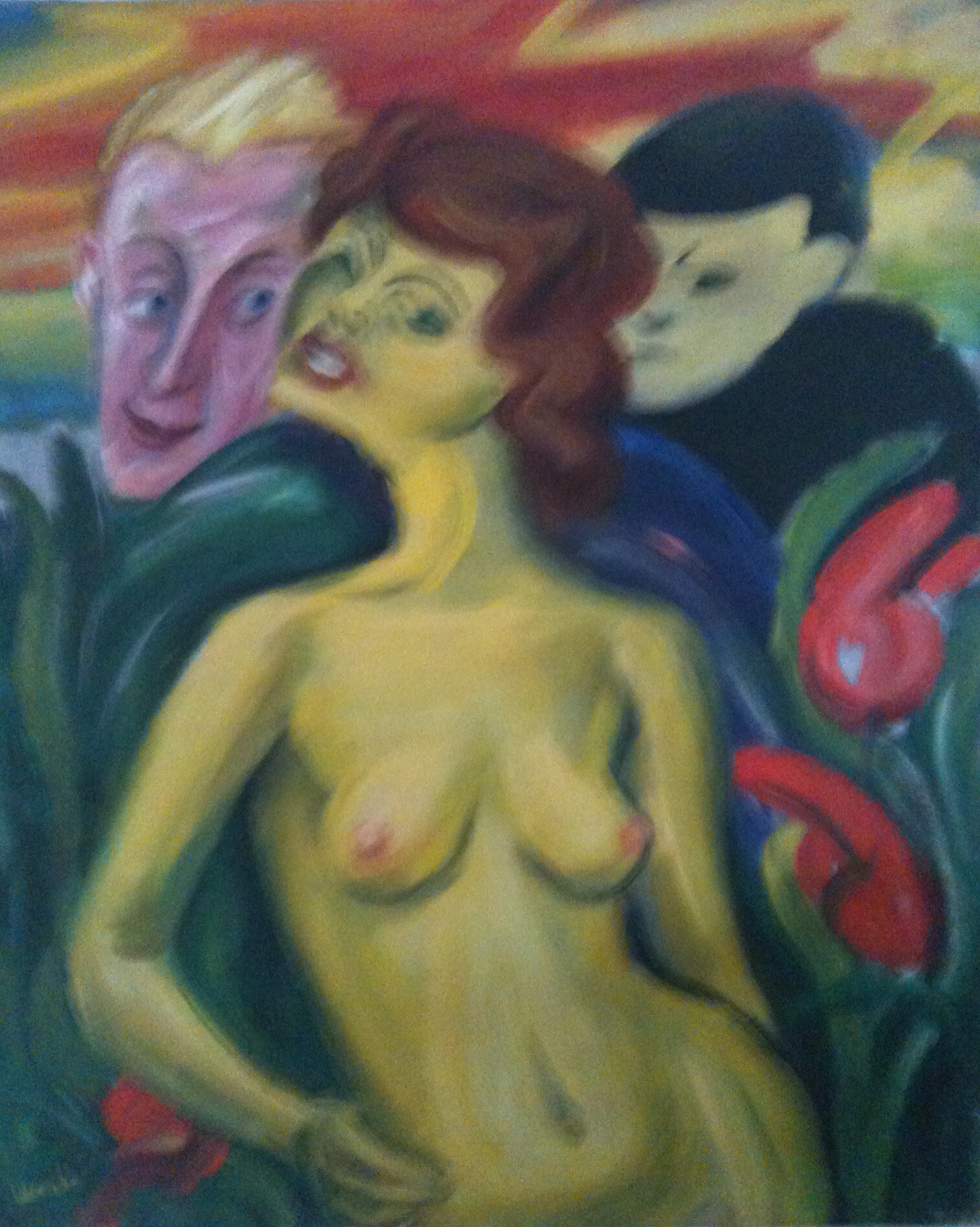
Wendt, 3 Menschen im Garten, ca. 1933–34, Öl auf Leinwand 89 × 73 cm, Privatbesitz Wittenbach/SG
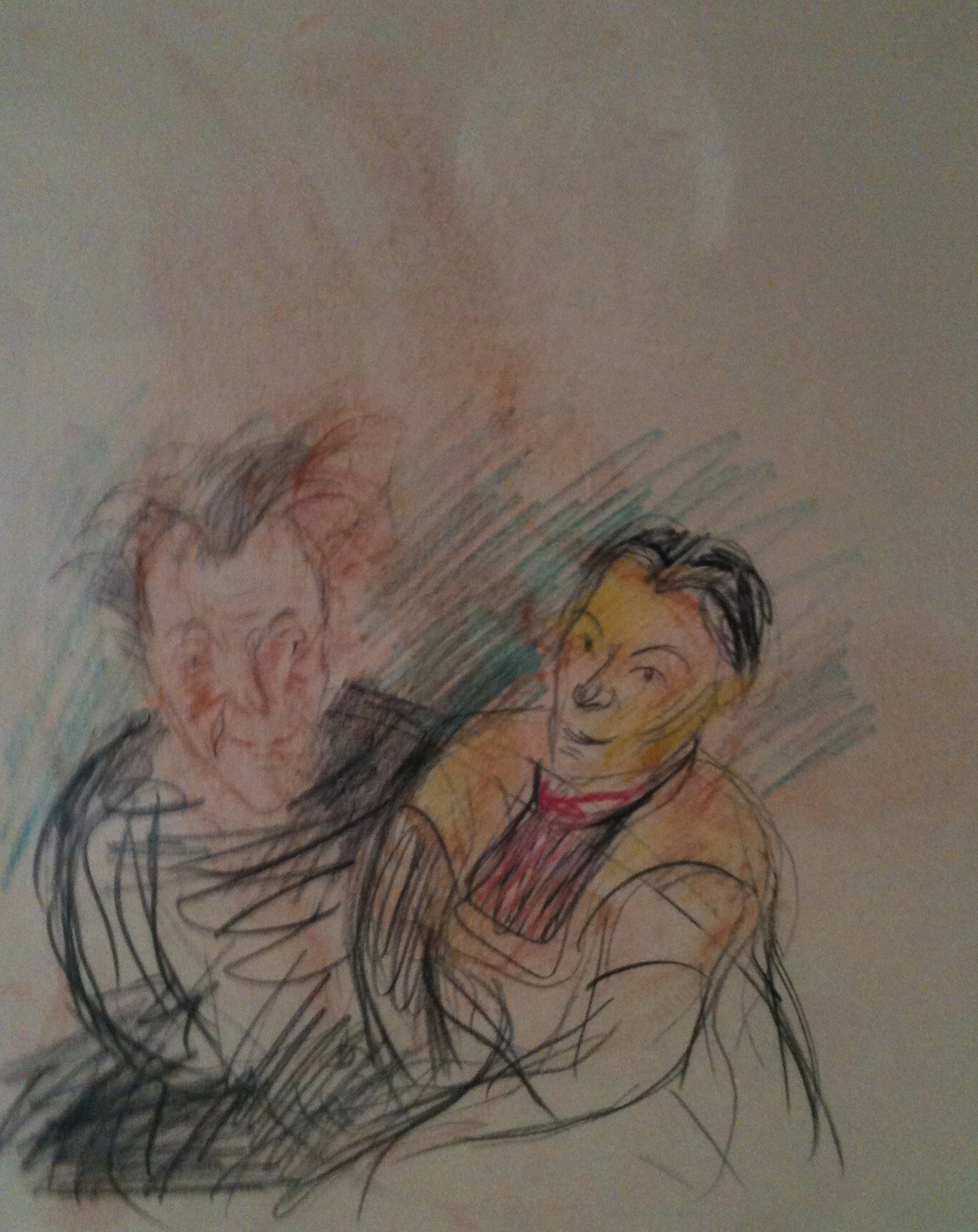
Wendt, Ohne Titel, Pastell 35 × 29,5 cm, Privatbesitz Wittenbach/SG
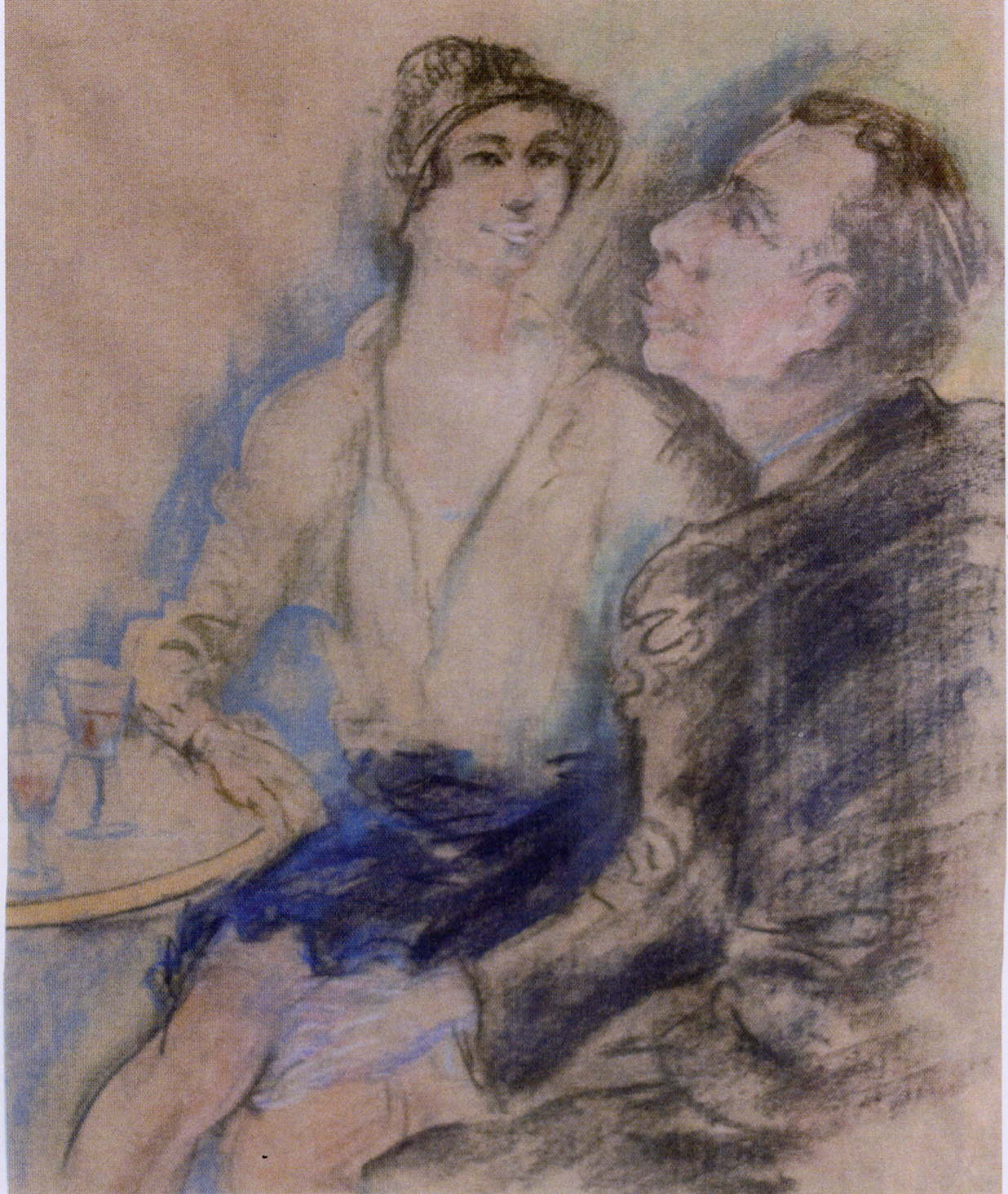
Wendt, Ohne Titel, 1929, Kreide 54 × 44,5 cm, Privatbesitz Düsseldorf
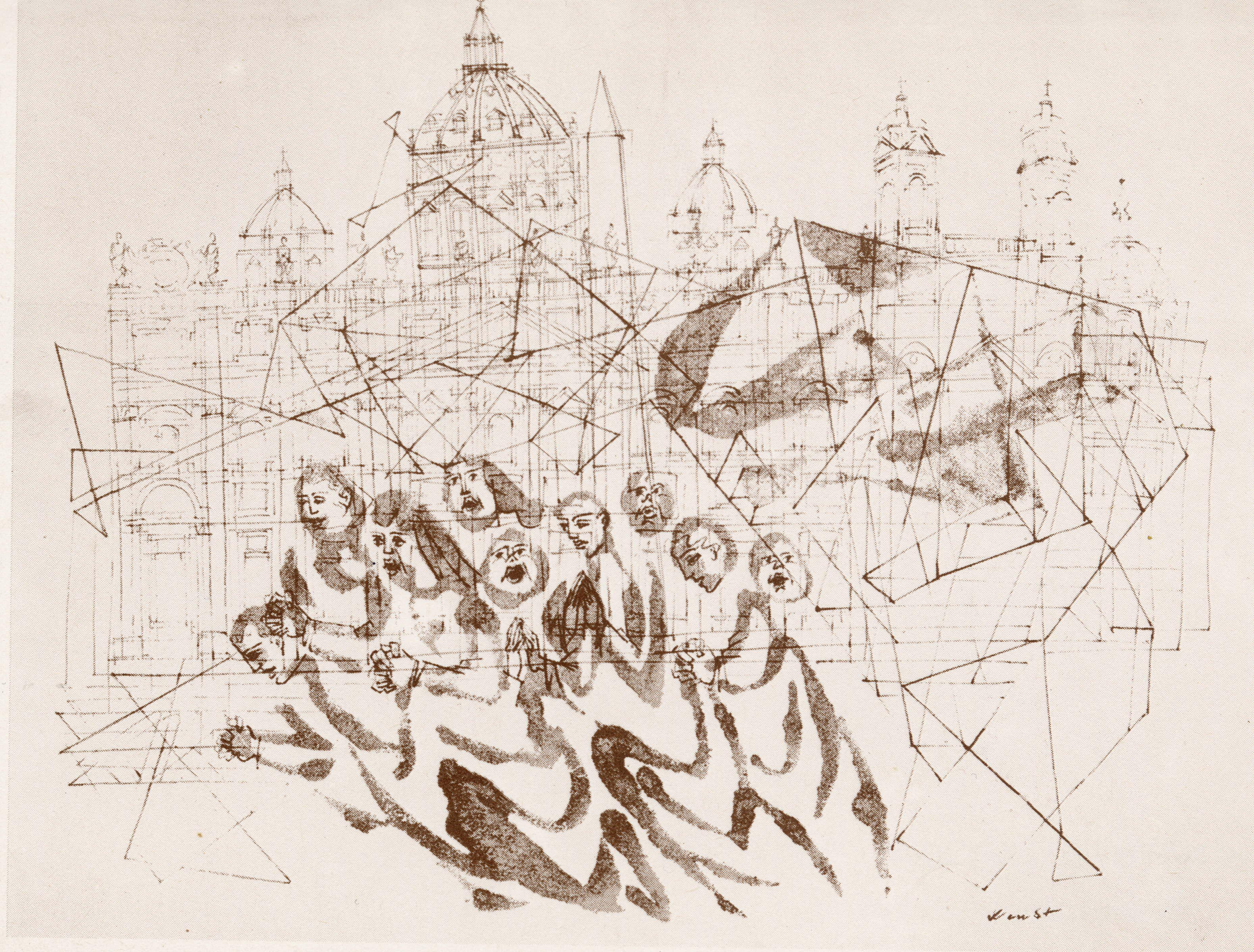
Wendt, Pilger, 1950, Sepia 46 × 60,5 cm, Privatbesitz Wittenbach/SG
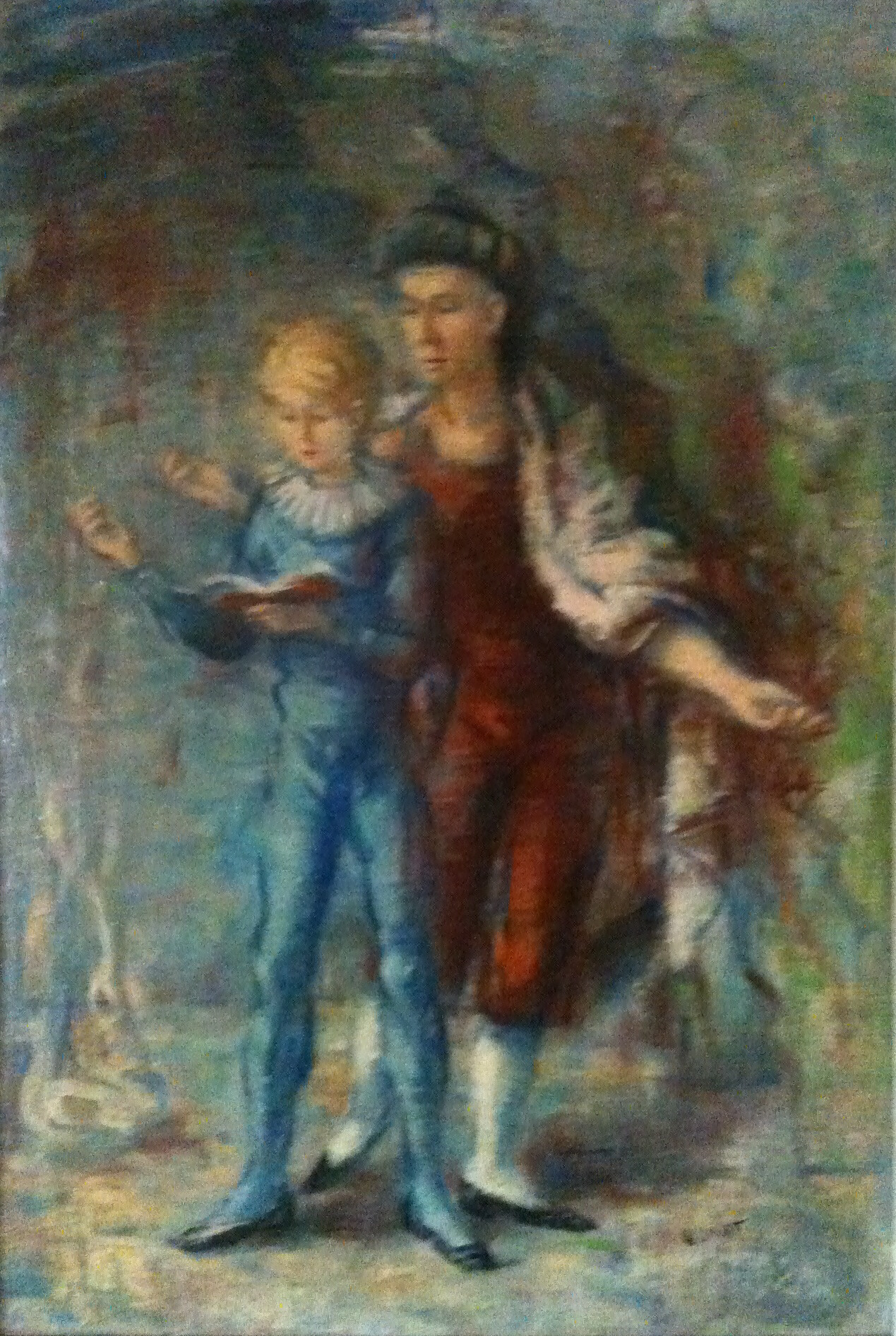
Wendt, Die Leseprobe, 1947, Öl auf Leinwand 59 × 41,5 cm, Privatbesitz Wittenbach/SG
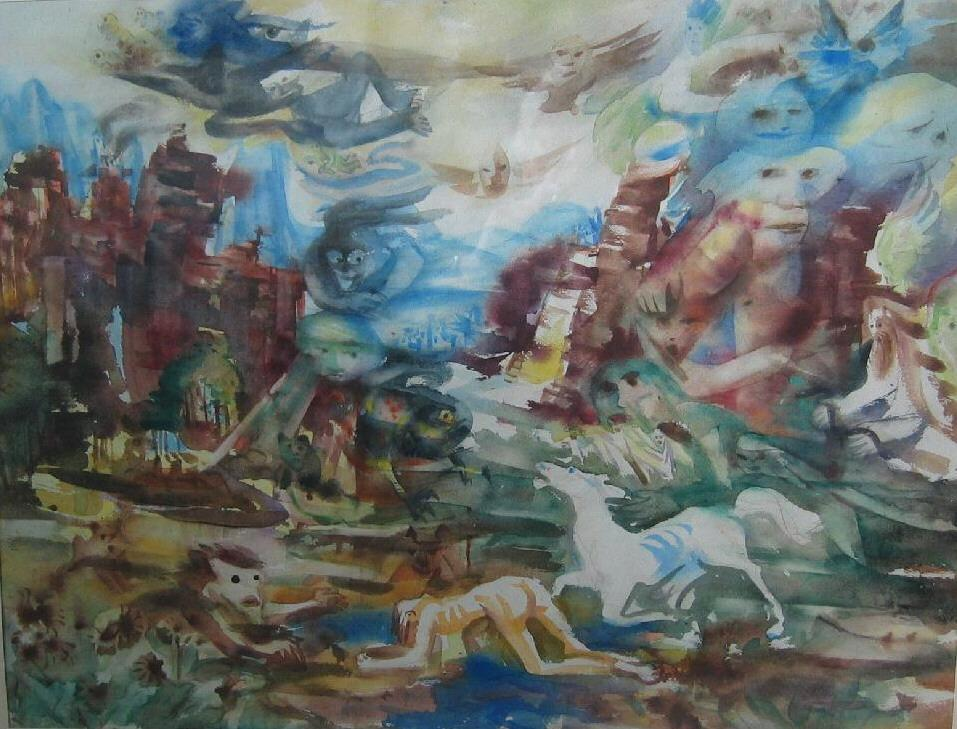
Wendt, Zusammenbruch, um 1946, Aquarell 49,5 × 65 cm, Privatbesitz Wittenbach/SG
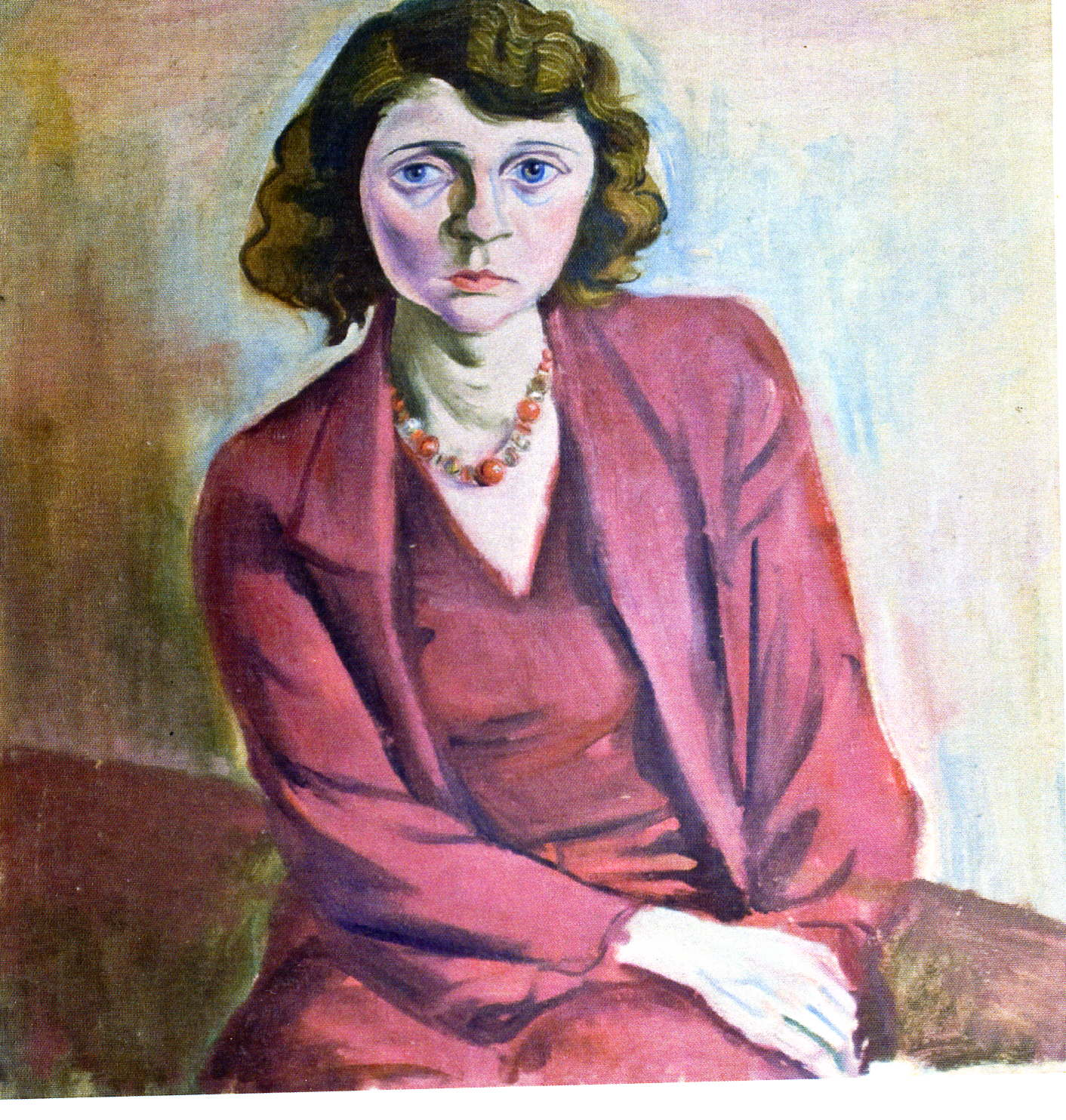
Wendt, Dame in Rot, 1928, Öl auf Leinwand 67 × 64,5 cm, Privatbesitz Düsseldorf
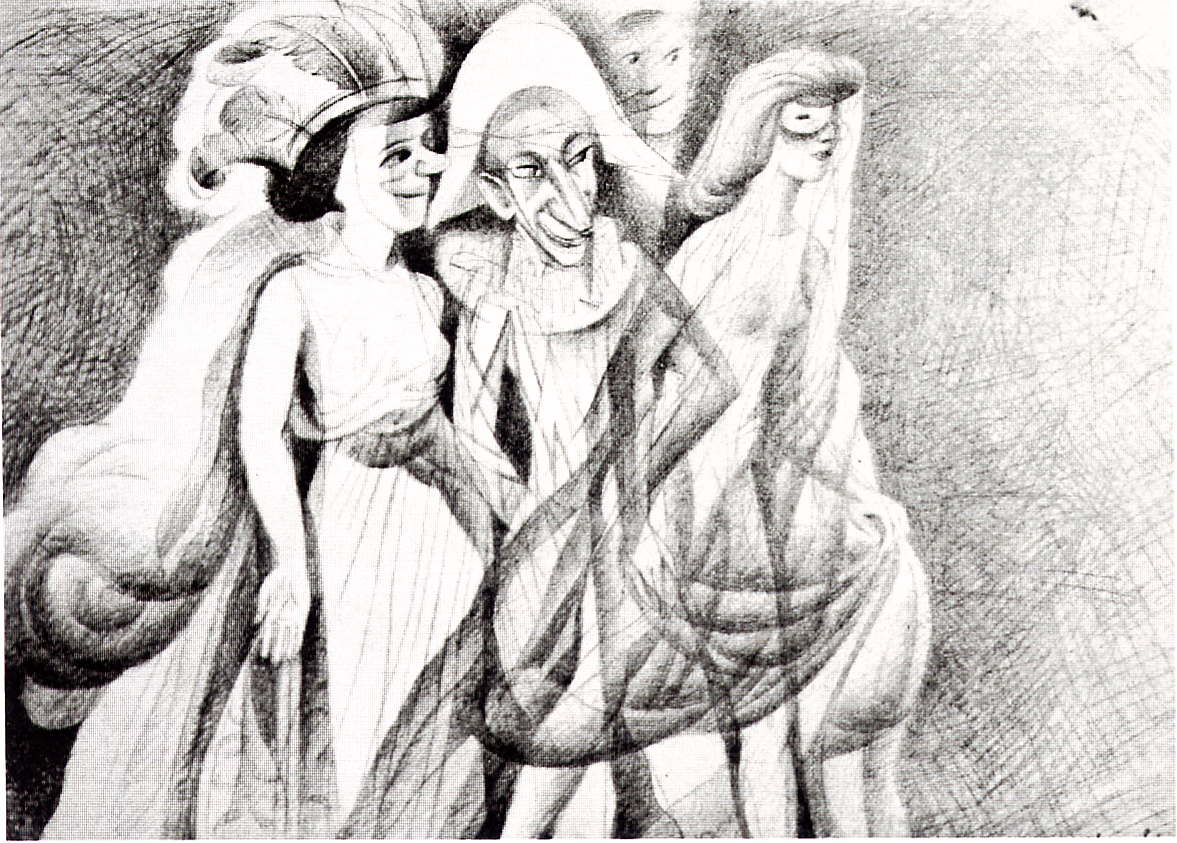
Wendt, Masken, ca. 1928–1932, Bleistift 25,5 × 36 cm, Privatbesitz Düsseldorf
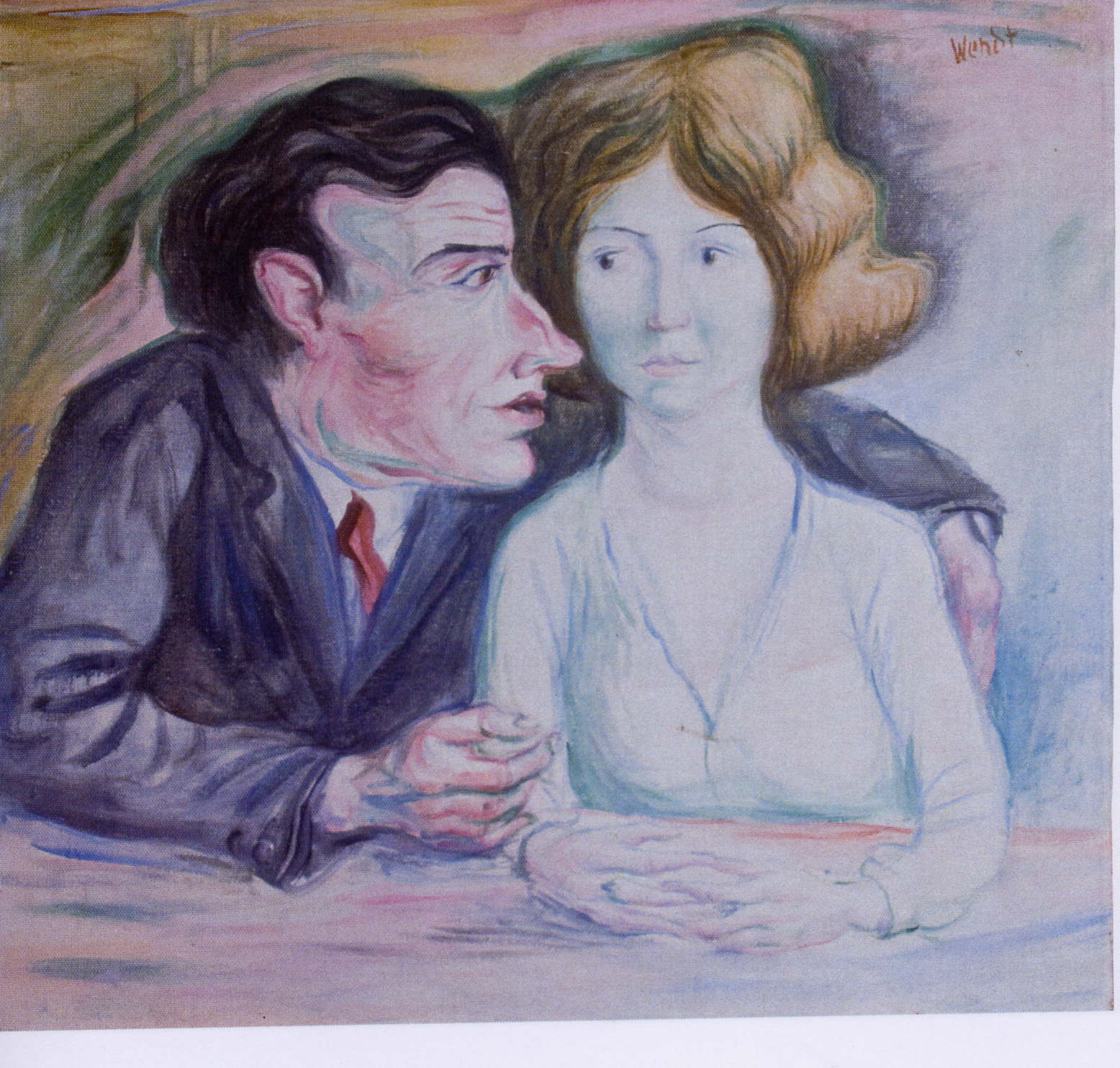
Wendt, Annäherung, 1934, Öl auf Leinwand 47 × 50 cm, Privatbesitz Düsseldorf
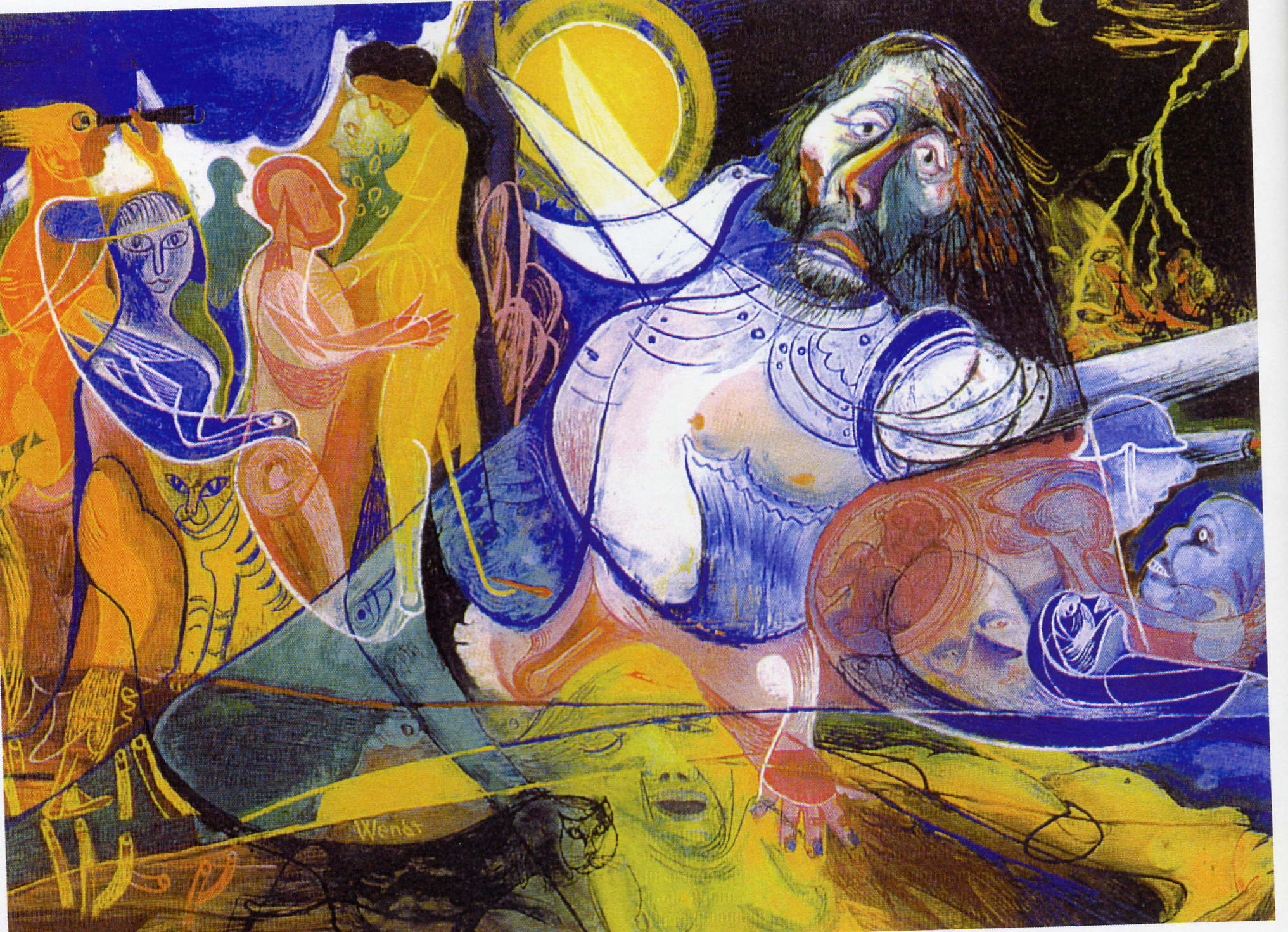
Wendt, Krieg, 1934, Hinterglasmalerei 26 × 35 cm, Privatbesitz Düsseldorf
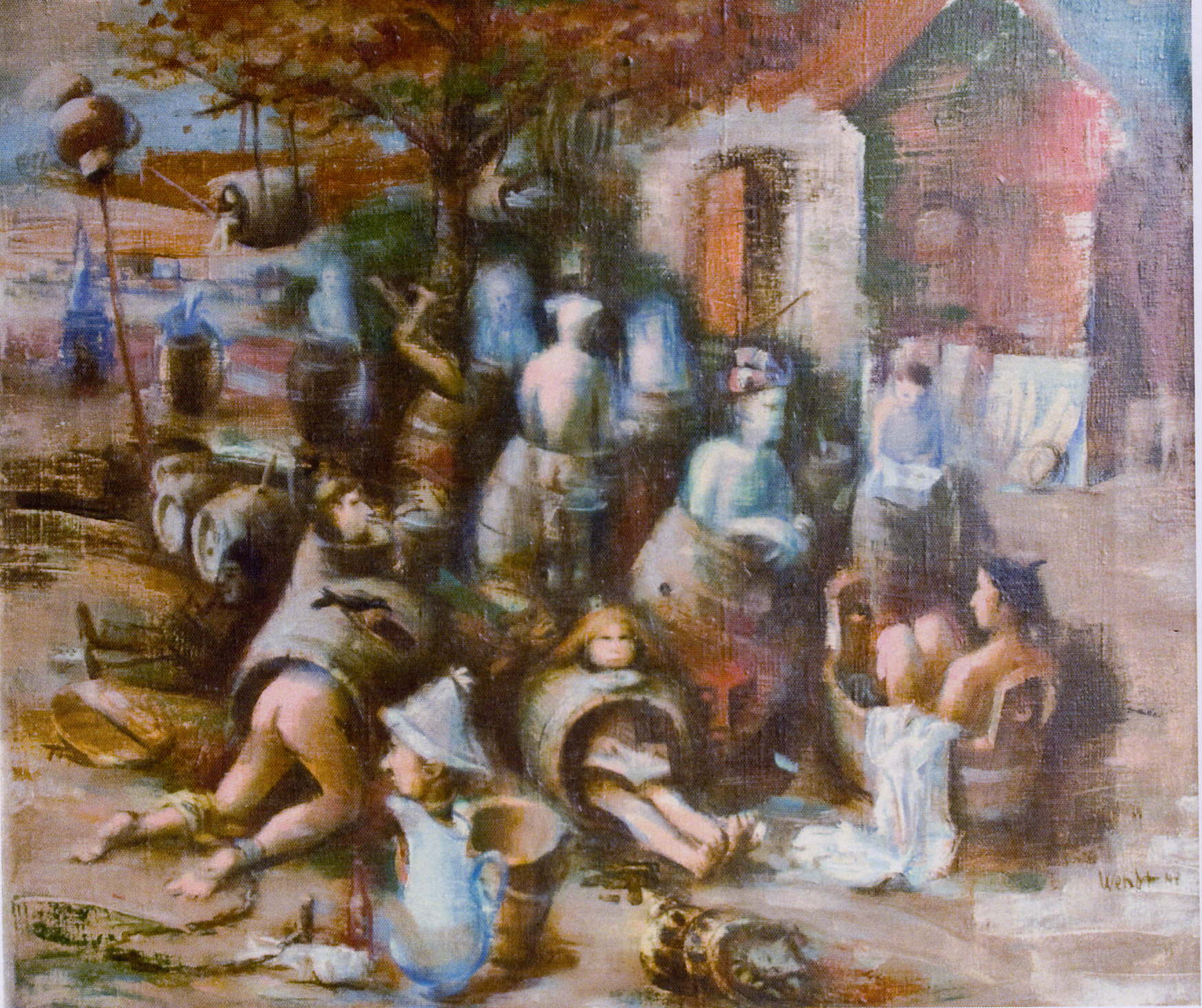
Wendt, Männer in Fässern, 1947, Öl auf Leinwand 52,5 × 61 cm, Privatbesitz Düsseldorf
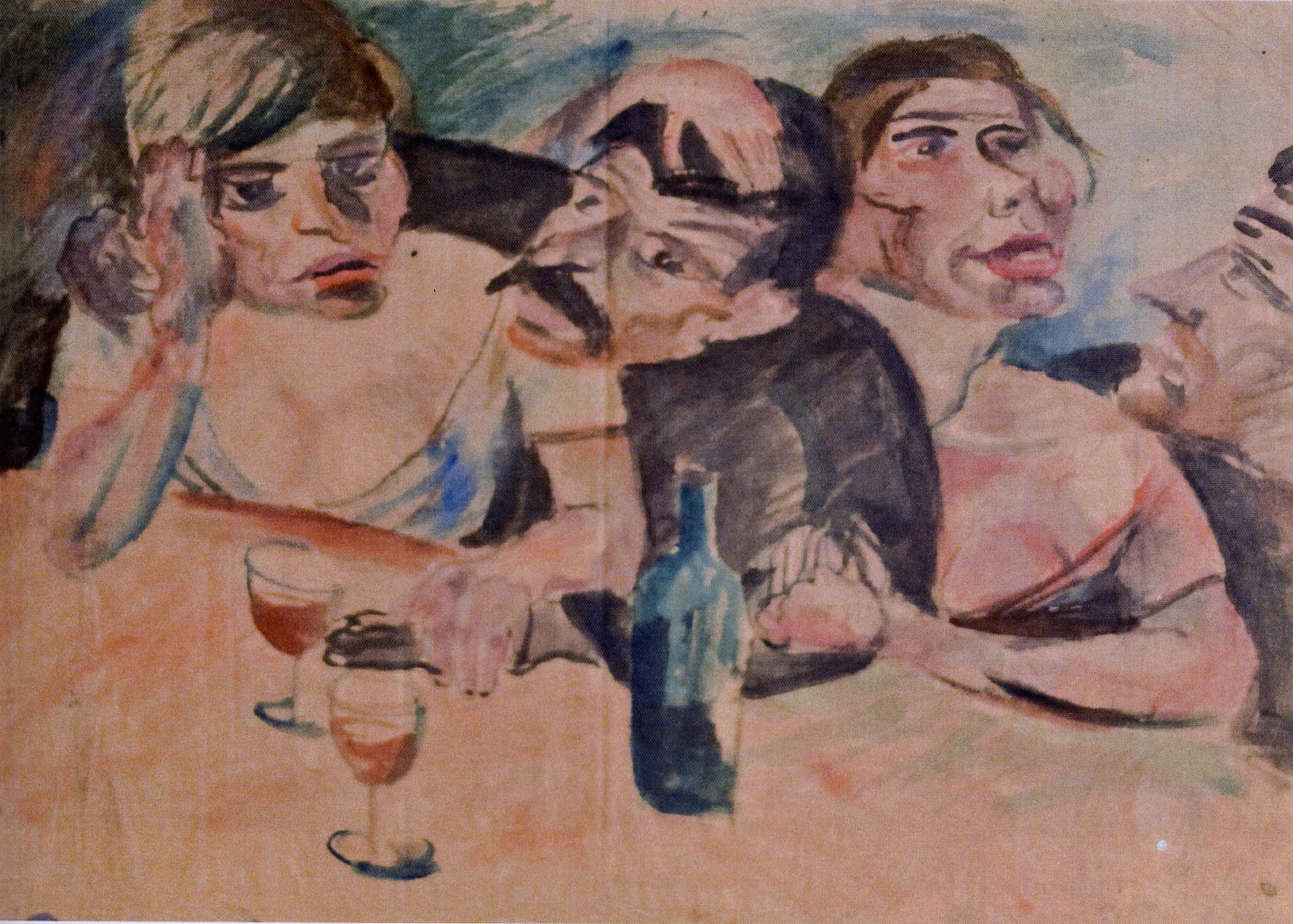
Wendt, Zwei Paare beim Wein, 1927, Aquarell 63,5 × 90 cm

(Quelle:)

## Ausstellungen
Einzelausstellungen
- 1946 Bielefeld, Kunsthandlung Otto Fischer
- 1948 Münster, Kunsthandlung Clasing
- 1951 Bielefeld, Städtisches Kunsthaus
- 1951 Witten, Märkisches Museum
- 1957 Herford, Städtisches Museum
- 1970 Bielefeld, Kunsthalle
- 1976 Paderborn, Städtische Galerie
- 1979 Oerlinghausen, Kunstverein, Synagoge
- 1981 Münster, Westfälisches Landesmuseum für Kunst und Kulturgeschichte
- 1981 Düsseldorf, Stadtmuseum
- 1985 Bielefeld, Kulturhistorisches Museum Waldhof
- 1987 Düsseldorf, Stadtmuseum
- 1997 Düsseldorf, Stadtmuseum

Gruppenausstellungen
- In den Jahren 1929–1933 zahlreiche Ausstellungen mit den Künstlervereinigungen Das Junge Rheinland und Rheinische Secession
- 1935 Mönchen-Gladbach, Haus der Kunst
- 1946 Bielefeld, Oetkerhalle
- 1948 Bielefeld, Kunst im Din-Format
- 1952 Witten, Märkisches Museum
- 1953 Hannover, Kunstverein
- 1953 Bielefeld, Städtisches Kunsthaus
- 1954 Bielefeld, Städtisches Kunsthaus
- 1969 Gütersloh, Kupferstichkabinett
- 1979 Bielefeld, Kunsthalle
- 2001 Bielefeld, Historisches Museum
- 2019 Düsseldorf, Kunstpalast
- 2019/20 Essen, Museum Folkwang